# Případ pro začínajícího kata
Případ pro začínajícího kata je český film, který natočil režisér Pavel Juráček v roce 1969. Film parafrázuje Gulliverovu cestu (Gullivera ztvárnil Lubomír Kostelka) do země Balnibarbi, kdy se přihodí spousta zvláštních úkazů. Hlavní město Laputa se vznáší nad zemí a pro obyčejného člověka je těžké se tam dostat.

## Distribuce
Není pravda, že film byl po několika projekcích v roce 1970 stažen z distribuce. Film se při čistkách v lednu 1970 dostal do kategorie povolených děl, v nichž se objevují „některé záporné pohledy, případně invektivy, které však nejsou takového charakteru, že by film jako celek vyzníval záporně a musel být vyřazen z distribuce“, jak se uvádí v dobové instrukci ÚV KSČ, díky tomu vstoupil 3. července 1970 do kin a v nich zůstal až do roku 1981, dokud byla distribuční kopie technicky použitelná.
Film je černobílý, vyroben byl ve Filmovém studiu Barrandov, ČSSR v roce 1969.